# منتزه ديوولف بوينت الحكومي
تبلغ مساحة منتزه ديوولف بوينت الحكومي 13 أكر (0.053 كـم2) منتزه حكومي على جزيرة ويليسلي في نهر سانت لورانس. يقع المنتزه داخل بلدة أورليانز في مقاطعة جيفرسون، نيويورك. تم إنشاء المنتزه في عام 1898 كجزء من حجز سانت لورانس.

## وصف المنتزه
تشمل المرافق التي يوفرها المنتزه على شرفة مراقبة، ومقطورة قوارب وأرصفة، وكبائن، وصيد الأسماك، وطاولات نزهة، ومخيم مع مواقع للخيام والمقطورات. المنتزه يطل على بحيرة الجزر.
يمكن للزوار الوصول إلى المنتزه بسهولة، حيث يقع بالقرب من الطريق السريع 81، الذي يربط شمالًا بالطريق السريع 401 في أونتاريو، كندا. يعتبر المنتزه أول منطقة ترفيهية يأتي إليها الزوار من كندا، عند عبورهم إلى الولايات المتحدة عبر جسر ثاوزند ايلاندز .[بحاجة لمصدر]
المنتزه مفتوح من أواخر أبريل إلى منتصف سبتمبر.

## روابط خارجية
- Dewolf Point State Park